# Apríngio de Beja
Santo Apríngio, Episcopus pacensis (Beja, Lusitânia), foi bispo de Beja no tempo do rei visigodo Têudis, na primeira metade do século VI. Escreveu um Comentário ao Apocalipse com estilo brilhante e de uma extrema agudeza teológica (subtili sensu atque illustri sermone, segundo Santo Isidoro de Sevilha, de quem obtemos algumas informações acerca de Apríngio).
Isidoro de Sevilha (op. cit.) diz-nos o seguinte:

Apríngio, Bispo da Igreja pacense das Hispânias, eloquente no uso da língua, e erudito no saber, interpretou o Apocalipse do Apóstolo João com inteligência subtil e ilustres palavras, quase melhor do que o parecem ter comentado os antigos eclesiásticos, Escreveu também algumas coisas mais, que todavia chegaram a nossos olhos apenas em mínima parte. Brilhou no tempo de Teudis, príncipe dos Godos.